# Białobrzeg Dalszy
Białobrzeg Dalszy – wieś sołecka w Polsce położona w województwie mazowieckim, w powiecie ostrołęckim, w gminie Olszewo-Borki. Leży nad rzeką Omulew.
Wierni Kościoła rzymskokatolickiego należą do parafii Nawiedzenia Najświętszej Maryi Panny w Ostrołęce.

## Historia
Wieś szlachecka Białobrzeg II położona była w drugiej połowie XVI wieku w powiecie ostrołęckim ziemi łomżyńskiej. W latach 1921–1939 wieś leżała w województwie białostockim, w powiecie ostrołęckim, w gminie Nakły (od 1936 w gminie Rzekuń).
Według Powszechnego Spisu Ludności z 1921 roku wieś zamieszkiwało 163 osoby, 162 było wyznania rzymskokatolickiego a 1 prawosławnego. Jednocześnie 162 mieszkańców zadeklarowało polską przynależność narodową, 1 białoruska. Było tu 17 budynków mieszkalnych. Miejscowość należała do parafii rzymskokatolickiej w  m. Grabowo. Podlegała pod Sąd Grodzki w Ostrołęce i Okręgowy w Łomży; właściwy urząd pocztowy mieścił się w Myszyńcu.
W wyniku agresji niemieckiej we wrześniu 1939 wieś znalazła się pod okupacją niemiecką. Od 1939 do wyzwolenia w 1945 włączona w skład Landkreis Scharfenwiese, rejencji ciechanowskiej Prus Wschodnich III Rzeszy.
W latach 1975–1998 miejscowość administracyjnie należała do województwa ostrołęckiego.